# Christo Dimkarov
Christo Dimev Dimkarov (1883 Prilep – 10. června 1920 Sofie) byl bulharský fotograf, jeden z průkopníků fotografie v Makedonii aktivní na konci 19. a počátku 20. století.

## Životopis
Dimkarov se narodil v makedonském městě Prilep v roce 1883 jako syn prominentního obrozence Dima Gjorčeva Janěva-Dimkara. Za výdělkem odešel do Ameriky, kde se vyučil fotografickému řemeslu. Po návratu do Prilepu si otevřel fotografický ateliér, kde pracoval až do své smrti. Zemřel 10. června 1920 v Sofii na zánět mozkových blan.

## Galerie

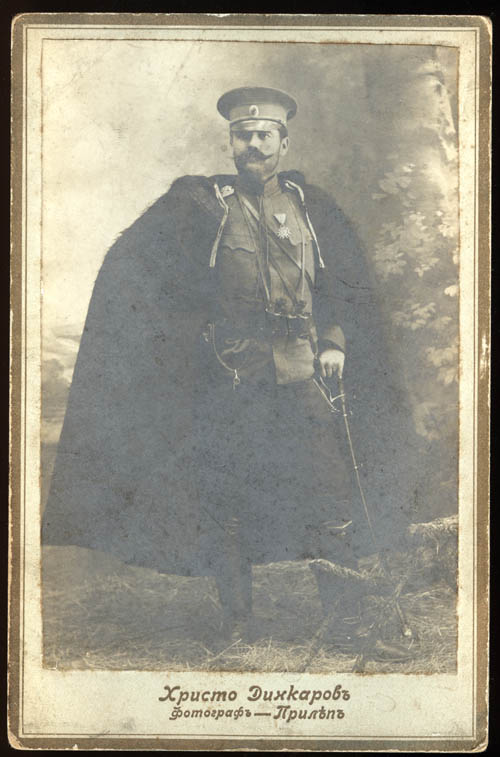
Bulharský důstojník, Prilep, během první světové války
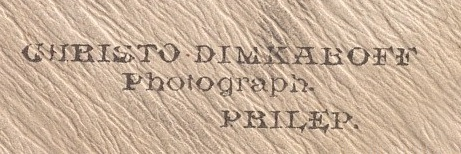
Logo Christa Dimkarova
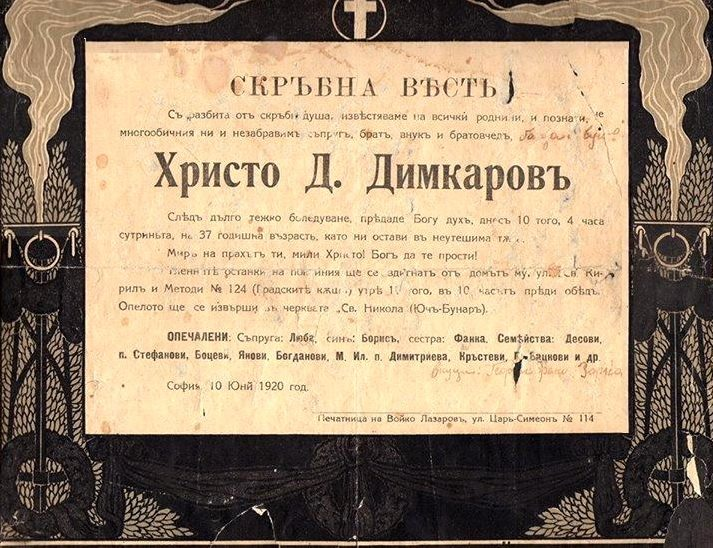
Nekrolog Dimkarova